# Dark Roots of Earth
A Dark Roots of Earth a Testament nevű thrash metal együttes tizedik stúdióalbuma, amely 2012-ben jelent meg a Nuclear Blast kiadónál. Az album CD-n, limitált CD+DVD változatban, és bakeliten is megjelent. Utóbbi két formátumnál négy bónusz dalt is tartalmaz. A lemez producere Andy Sneap volt, aki a Testament előző két stúdióalbumán hangmérnökként dolgozott. Videóklipet a "Native Blood" című dalhoz forgattak.
A lemezfelvétel közben csatlakozott újra a Testamenthez Gene Hoglan dobos, aki az együttes 1997-es Demonic című album játszott. Hoglan Paul Bostaph-t váltotta, aki „komolyan megsérült”. Chris Adler, a Lamb of God-ból, az album iTunes-verziójára került bónusz dalban, az "A Day in the Death" egy másik változatában dobolt. A Dark Roots of Earth az utolsó Testament stúdióalbum, melyen Greg Christian basszusgitározik, mivel 2014 januárjában másodszor is távozott a zenekarból.

## Dalok
| #  | Cím                         | Szerző(k)                                      | Hossz |
| -- | --------------------------- | ---------------------------------------------- | ----- |
| 1. | Rise Up                     | Chuck Billy, Eric Peterson                     | 4:18  |
| 2. | Native Blood                | Billy, Del James, Peterson                     | 5:21  |
| 3. | Dark Roots of Earth         | Billy, James, Peterson, Alex Skolnick          | 5:45  |
| 4. | True American Hate          | Billy, Peterson, Skolnick, Steve "Zetro" Souza | 5:26  |
| 5. | A Day in the Death          | Billy, Peterson, Skolnick, Souza               | 5:38  |
| 6. | Cold Embrace                | Billy, James, Peterson, Skolnick               | 7:45  |
| 7. | Man Kills Mankind           | Billy, James, Peterson                         | 5:05  |
| 8. | Throne of Thorns            | Billy, James, Peterson, Skolnick               | 7:04  |
| 9. | Last Stand for Independence | Billy, James, Peterson                         | 4:42  |

| 10. | Practice What You Preach (re-recording 2012) |  |

| 10. | Dragon Attack (Queen-feldolgozás)        | Brian May                                     | 4:44 |
| 11. | Animal Magnetism (Scorpions-feldolgozás) | Herman Rarebell, Klaus Meine, Rudolf Schenker | 5:56 |
| 12. | Powerslave (Iron Maiden-feldolgozás)     | Bruce Dickinson                               | 6:51 |
| 13. | Throne of Thorns (extended version)      | Billy, James, Peterson, Skolnick              | 7:41 |

| 14. | A Day in the Death (feat. Chris Adler) | Billy, Peterson, Skolnick, Souza | 5:41 |

## Közreműködők
- Chuck Billy – ének
- Eric Peterson – gitár, szólógitár
- Alex Skolnick – szólógitár
- Greg Christian – basszusgitár
- Gene Hoglan – dob